# Panara perditus
Panara perditus är en fjärilsart som beskrevs av Fabricius 1793. Panara perditus ingår i släktet Panara och familjen Riodinidae. Inga underarter finns listade i Catalogue of Life.